# Renée van Riessen
Renée Dirkje Neeltje van Riessen (Lunteren, 1954) is universitair docent filosofie en godsdienstfilosofie aan de Protestantse Theologische Universiteit (Groningen). Van 2011 tot 2020 was zij bijzonder hoogleraar christelijke filosofie aan de Universiteit Leiden vanwege de Stichting voor Christelijke Filosofie. Ook publiceerde zij enkele poëziebundels.

## Biografie
Renée van Riessen heeft wijsbegeerte en Nederlandse taal- en letterkunde gestudeerd aan de Vrije Universiteit Amsterdam. In 1992 promoveerde zij aan dezelfde universiteit op het proefschrift Erotiek en dood, met het oog op transcendentie in de filosofie van Levinas.
Van 1980 - 1985 was zij docent filosofie aan de kunstacademie CABK te Kampen. Sinds 1985 doceert zij godsdienstfilosofie aan de Protestantse Theologische Universiteit en de voorloper hiervan. Van 2005 tot en met 2011 was zij docent filosofie en esthetica aan de ArtEZ Hogeschool voor de kunsten te Zwolle. Van 2011 tot 2020 was Van Riessen bijzonder hoogleraar christelijke filosofie aan de Universiteit Leiden.
Renée van Riessen is een nicht van Hendrik van Riessen die ook filosoof en hoogleraar was.

## Vakgebied
Van Riessen houdt zich bezig met filosofie in relatie tot de joodse en christelijke levensbeschouwing. Haar onderzoek heeft betrekking op theorieën over transcendentie in relatie tot morele, esthetische en religieuze ervaring (Emmanuel Levinas, Jean-François Lyotard en Giorgio Agamben). Ook doet zij onderzoek naar het filosofische perspectief op de ziel en het innerlijke leven. Zij vergelijkt klassieke christelijke auteurs als Sint-Augustinus, Søren Kierkegaard en Herman Dooyeweerd met posities in de hedendaagse filosofie in de traditie van Edmund Husserl (Levinas, Jean-Luc Marion, Lyotard, Jacques Derrida).

## Publicaties
- Erotiek en dood, met het oog op transcendentie in de filosofie van Levinas. Kampen: Kok Agora, 1991 (proefschrift).
- Man as a Place of God, Levinas’ Hermeneutics of Kenosis. Dordrecht: Springer, 2007.
- Augustinus modern en postmodern gelezen. Budel: Damon, 2009. Renée van Riessen (red.)
- De ziel opnieuw. Over innerlijkheid, inspiratie en onderwijs. Amsterdam: Sjibbolet, 2013.
- Wat bezielt Kierkegaard? Zeven essays over een dwarse denker. Budel: Damon, 2014. Renée van Riessen en Onno Zijlstra (red.)
- Van zichzelf bevrijd, Levinas over transcendentie en nabijheid. Amsterdam: Sjibbolet, 2019.
- ‘Creative Kenosis. Levinas and Christian Theology’. In: Responsibility, God and Society, Theological Ethics in Dialogue, J. De Tavernier et al. (red), Leuven/Paris/Dudley, 2008 (143-162).
- 'Advancing Beyond Socrates? On Education, Inspiration and Inwardness in Kierkegaard and Levinas'. In: Philosophia Reformata 78, 2013, No 1, (64-81).

Dichtbundels:
- Gevleugeld / ontvleugeld. Amsterdam: Bert Bakker, 1996.
- Krekels in de keuken. Amsterdam: Prometheus, 2008.
- Het komende leven. Amsterdam: Sjibbolet, 2022.